# Sport Club Camacã
O Camacã Football Club (conhecido apenas por Camacã e cujo acrônimo é CFC) é um clube multiesportivo brasileiro, sediado na cidade de São Paulo, Brasil, no bairro do City Jaraguá. Foi fundado como uma equipe de futebol no dia 3 de janeiro de 2012 por um grupo de amigos, na cidade de São Paulo. Seu nome foi inspirado na Farmácia Camacã da Bahia, porque um dos criadores do camacã havia viajado e percebeu que seu primo tinha camisas com esse patrocínio da Farmácia Camacã e com este nome "Farmácia Camacã".
Embora tenha sido criado recentemente, seu reconhecimento e suas principais conquistas foram alcançados pelo futebol escolar.[10] O clube conquistou 1 título no Campeonato CAS e conquistou o Vice Campeonato Regional perdendo para o Inter City.
No futebol, o Camacã costuma atuar com mandante no Campo City IV, no City Jaraguá Sp. Seu rival é o Inter City, com quem disputa o Derby do City. Sua torcida organizada é conhecida como "Esquadrão Red" e "Torcida Jovem".
Em que pese o futebol ter sido desde sempre a prioridade do clube, o Camacã abriu espaço para outras modalidades esportivas ao longo da sua história.
O esquecimento de Farmácia, em 2012, modificou o escudo da agremiação, transformando num parecido com o do Internacional de Porto Alegre, logo depois o SC Camacã passara de SC Camacã para Atlético Clube Jaraguá mudando seu escudo e o nome, mas coisa que não deu certo e acabara virando Camacã Futebol Clube utilizando seu primeiro escudo no começo da história do clube. O principal destaque e primeiro título veio do futsal é outro esporte que rendeu conquistas ao clube, a partir de 2012, Conquistou seu primeiro Título o Campeonato Cas (Campeonato escolar) em cima do Galácticos, e conquistou em 2013 a Copa dos Campeões, vencendo o campeão do Campeonato Regional, seu rival Inter City. Hoje o CFC está sofrendo modificações ou pelo menos tentando, começando pelo escudo do clube. Ibrahim o nome do jogador que salvou a equipe com o gol nos penaltis contra os galácticos e Igor que defendeu muitos dos penaltis cobrados.

## Títulos

### Futebol
| Todos os Títulos | Todos os Títulos                    | Todos os Títulos | Todos os Títulos |
|                  | Competição                          | Títulos          | Temporadas       |
| ---------------- | ----------------------------------- | ---------------- | ---------------- |
|                  | Copa CAS (Torneio Escolar)          | 1                | 2012             |
|                  | Vice Campeão do Campeonato Regional | 1                | 2013             |
|                  | Copa dos Campeões do City Jaraguá   | 1                | 2013             |